# Freziera suberosa
Freziera suberosa är en tvåhjärtbladig växtart som beskrevs av Louis René Tulasne. Freziera suberosa ingår i släktet Freziera och familjen Pentaphylacaceae. Inga underarter finns listade i Catalogue of Life.